# Zderadův sloup
Zderadův sloup je gotický sloup v Brně, ve čtvrti Trnitá, na východě městské části Brno-střed. Stojí v parčíku na křižovatce ulic Křenové a Zderadovy, asi 60 m západně od Zderadova mostu přes řeku Svitavu. Od roku 1964 je chráněn jako kulturní památka. Sloup, most i ulice jsou pojmenovány po Zderadovi, českém šlechtici z 11. století, který měl být dle pozdější pověsti v těchto místech zavražděn.

## Historie

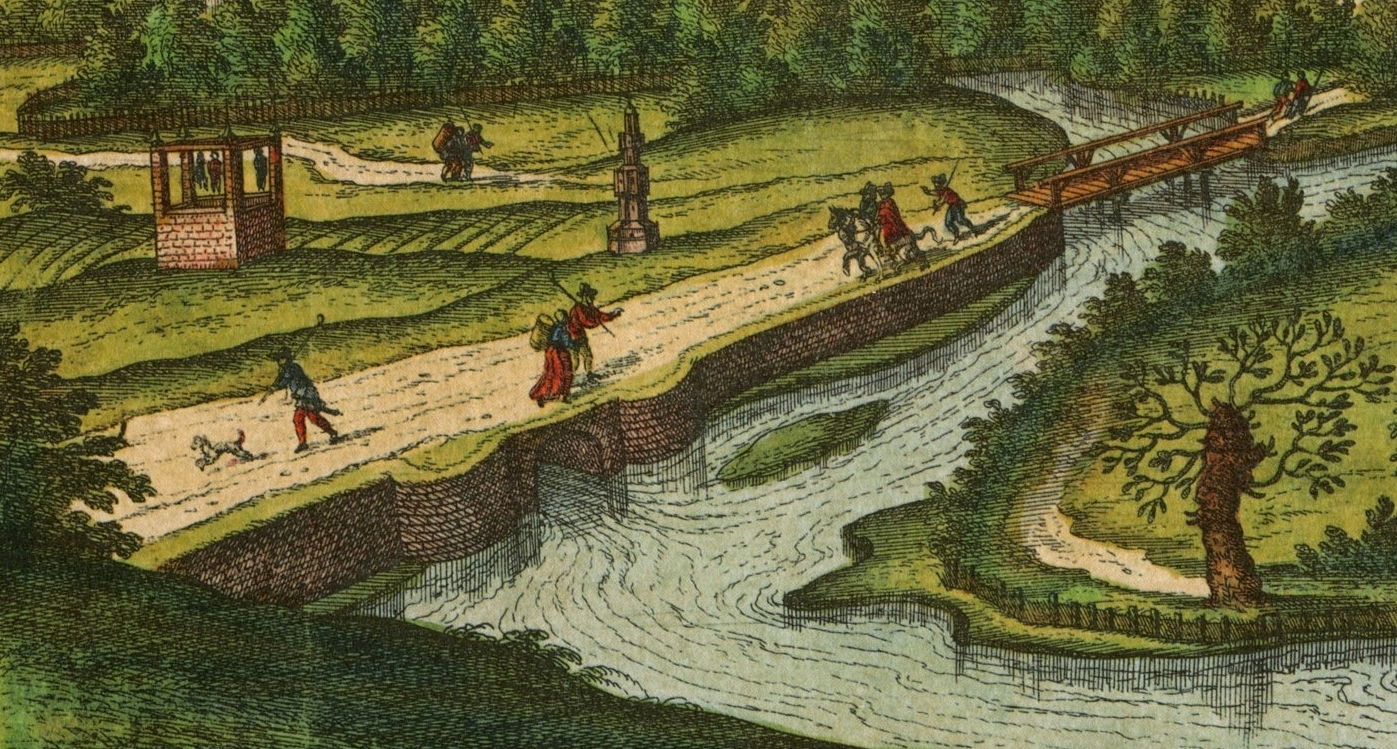
Městská šibenice a Zderadův sloup u cesty a řeky Svitavy na vedutě z roku 1617

Gotický, dvanáct metrů vysoký sloup byl postaven pravděpodobně ve druhé polovině 15. století, snad kolem roku 1470. Stával poblíž městského popraviště (šibenice), u cesty z Brna na Olomouc, nedaleko meandrující Svitavy. Jeho funkce není zcela objasněná, ale přijímány jsou dvě teorie: mohlo jít o smírčí/zpovědní kříž u popraviště (obdobně jako Spinnerin am Kreuz ve Vídni), nebo o objekt postavený v místě pěkného výhledu na město (jako Spinnerin am Kreuz ve Vídeňském Novém Městě). V minulosti se objevovaly i jiné teorie (boží muka, milník na hranici brněnského městského mílového práva, označení brodu přes řeku), ty však byly zavrženy.
Jako Zderadův byl sloup poprvé pojmenován v roce 1730. Ve své brožurce Historický popis prastarého před městem Brnem se nacházejícího sloupu jej takto označil moravský historik Dismas Josef Ignác rytíř von Hoffer, který se odvolával na pasáž z Hájkovy kroniky. Sloup měl být podle této smyšlené pověsti údajně postaven jako památka na zavraždění královského vilika Zderada v těchto místech v roce 1090.
V letech 1863–1865 došlo k rekonstrukci Zderadova sloupu provedené architektem Josefem Arnoldem, stavitelem Robertem Onderkou a restaurátorem Ferdinandem Kellnerem. Během restaurování získal novogotický charakter. Nebyl však přemístěn na druhý břeh Svitavy, jak se v některé literatuře objevuje, ale naopak v té době došlo k regulačním úpravám toku řeky. Roku 1878 byl v sousedství sloupu postaven akcíz, tedy úřad potravní daně na čáře (dnes Křenová čo. 76), a v roce 1902 budova německé mateřské školy, v níž školka funguje dosud (Křenová čo. 76a).